# Carroll Borland

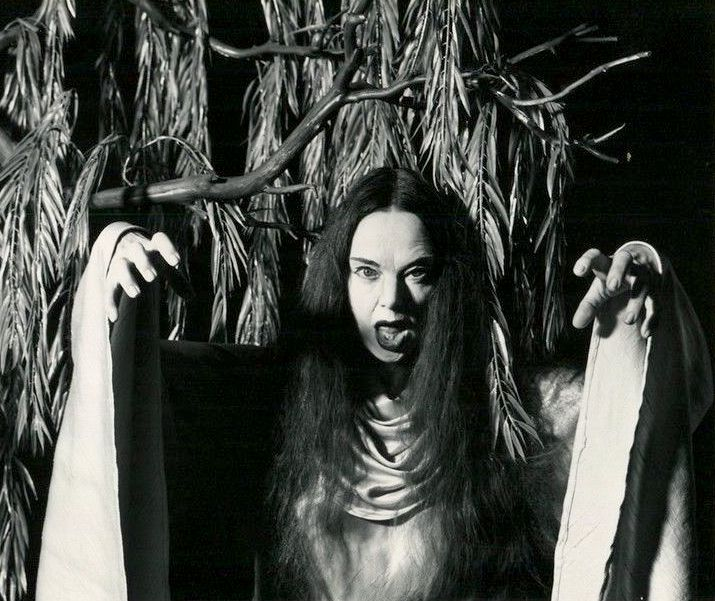
Porträt von Carroll Borland aus Famous Monsters of Filmland #39, 1966 (Nachbildung ihres Kostüms/Make-ups aus dem Film Mark of the Vampire, 1935).

Carroll Borland, auch Carol Borland (* 25. Februar 1914 in San Francisco, Kalifornien; † 3. Februar 1994 in Arlington, Virginia) war eine US-amerikanische Schauspielerin.
Borland war in den 1930er Jahren in einigen Produktionen zu sehen, 1935 spielte sie in dem Gruselfilm Das Zeichen des Vampirs die Vampirfrau. Danach folgten erst in den 1980er Jahren zwei weitere Filme, in denen sie mitspielte.

## Filmografie (Auswahl)
- 1933: Laurel und Hardy als Mitgiftjäger (Me and My Pal)
- 1935: Das Zeichen des Vampirs (Mark of the Vampire)
- 1936: Flash Gordon
- 1983: Der Fluch des blutigen Schatzes (Scalps)
- 1985: Monster aus der Galaxis (Biohazard)